# سواروفسکی اپتیک
سواروفسکی اپتیک (انگلیسی: Swarovski Optik) از شرکت‌های زیرمجموعه گروه سواروفسکی است که به تولید تجهیزات اپتیک مانند دوربین دوچشمی، دوربین تفنگ، فاصله‌یاب، دوربین دید در شب و تلسکوپ می‌پردازد. دفتر مرکزی این شرکت در شهر ابسام در ایالت تیرول اتریش قرار دارد.
سواروفسکی اپتیک تولید دوربین دوچشمی را از سال ۱۹۳۵ آغاز کرد و فعالیت آن در جنگ جهانی دوم گسترش یافت. شرکت جدید از توسعه کارخانه تولید دوربین دوچشمی سواروفسکی و تأسیس شرکت مستقل تولید تجهیزات اپتیک در سال ۱۹۴۹ پایه‌گذاری شد. طی جنگ جهانی دوم، سواروفسکی نوعی دوربین تفنگ ساخت که بر روی اسلحه‌های آلمانی مانلیخر ام۱۸۹۵ و کارابینر ۹۸کا استفاده شد.